# Sociedad Deportiva Tenisca
La Sociedad Deportiva Tenisca es una entidad polideportiva española fundada en 1922, con sede en la ciudad de Santa Cruz de La Palma, en la isla de La Palma (Canarias). 
Actualmente el primer equipo de su sección principal, de fútbol, milita en la categoría Preferente de Tenerife, mientras que en baloncesto lo hace en el grupo canario de Primera División Nacional.
Con motivo de su centenario, en 2023, le fue concedida por el Cabildo de La Palma, la medalla de la Isla, máxima distinción de la corporación insular, en reconocimiento a su trayectoria deportiva durante más de un siglo y el significado apoyo de una buena parte de la sociedad palmera.
Con el cambio de categorías surgido en la temporada 2020-2021 mantendrá un doble récord estatal, al ser el club con más temporadas consecutivas en la antigua Tercera División de España con 42 campañas y al ser la única entidad que ha disputado todas las temporadas en el viejo formato de Tercera División en el Grupo XII (41 temporadas). Además, es el club canario con mayor número de participaciones en la antigua Tercera División Nacional, racha que se rompió con su reciente descenso a Preferente en la temporada 2021-2022, y suma una más en la actual Tercera Federación, lo cual hace un total de 43 temporadas en la categoría con sus diferentes nomenclaturas. 
En categoría nacional ha resultado dos veces campeón de Tercera División de España, cuatro veces subcampeón (una de ellas designado por coeficiente), dos veces tercer clasificado y seis veces cuarto clasificado. Ha disputado nueve promociones de ascenso a Segunda División B de España, una promoción a Segunda División RFEF, siete veces la Copa del Rey y cuatro veces la fase nacional de la Copa Real Federación Española de Fútbol. En la temporada 1979-1980, participó en el grupo V de la Tercera División junto a equipos de Madrid, Castilla y León, Castilla-La Mancha, Canarias y Extremadura.    
Con respecto a las divisiones regionales, también consta de una gran trayectoria histórica, destacando, entre otras, 8 participaciones en Preferente, 6 en la Liga Inter-Regional de Canarias y 10 en Primera Regional. Así mismo, ha resultado ganador en una ocasión de la Liga de Preferente, una vez de la Primera Regional, dos veces en la extinta Copa Archipiélago y dos en la Copa Heliodoro Rodríguez López, igual que de otros trofeos regionales, provinciales e insulares.
También su sección juvenil cuenta con gran tradición en el fútbol canario, pues fue uno de los fundadores del grupo canario en la temporada 1976-77, en la que resultó subcampeón. En esta categoría ha disputado 14 temporadas en División de Honor, 9 en Liga Nacional Juvenil y 1 en la Liga de Honor sub-19.
Desde su fundación la propiedad del club recae sobre sus socios, quienes designan mediante elecciones, y controlan en asamblea anual, a la Junta Directiva. Junto con el C. D. Mensajero, son los únicos clubes canarios que poseen su propio estadio. Sus instalaciones privadas cuentan con un estadio principal de césped natural, el Virgen de las Nieves, y un anexo donde la cadena de filiales disputa sus encuentros en superficie artificial. 
Mantiene con el C. D. Mensajero una fuerte e histórica rivalidad. Ambos forman el enfrentamiento futbolístico por antonomasia de la isla de La Palma y el segundo de Canarias.

## Historia

### Orígenes
Se tiene constancia de que desde 1905 hubo intentos de practicar fútbol en Santa Cruz de La Palma, protagonizados por grupos que no sobrepasan las 10 o 12 personas, en su mayoría estudiantes universitarios que volvían de vacaciones con algún equipamiento, y la ilusión de practicar ese deporte que habían conocido en sus lugares de estudio.
En los últimos meses de 1922, un grupo de militares catalanes destinados en la isla organizaron algunos partidos en La Explanada, hoy plaza de San Fernando, de Santa Cruz de La Palma. A esta iniciativa se unieron los equipos Palma CA, Tenisca CB, Bajamar Club y Támesis, integrados por inquietos jóvenes palmeros, y que fueron los primeros equipos de fútbol de la isla que compitieron entre ellos de forma más o menos organizada.
De estos primeros equipos, sólo ha llegado hasta la actualidad la Sociedad Deportiva Tenisca, lo que la convierte en el equipo decano, no solo del fútbol palmero sino también del deporte en La Palma.

### Fundación del Tenisca
La fundación del club se gestó en las escalinatas de la Plaza de San Francisco, en Santa Cruz de La Palma, cuando un grupo de jóvenes decidieron crear el Tenisca Club Balompié. Sus nombres eran: Antonio Pérez Castro, Juan Antonio Hernández Toledo, Blas Pérez Casañas, Luis Rodríguez Hernández, Félix Pérez Casañas, Sergio Arrocha Martín, Celestino Hernández Acosta, Nicolás Cabezola Perera, José Arrocha Rodríguez y Domingo Calero Labesse.
Se eligió la denominación de Tenisca para el nuevo club por ser el nombre de una princesa Benahoarita; el nombre fue planteado por Luis Rodríguez Hernández.
Poco a poco se fueron sumando gran cantidad de personas al nuevo proyecto, llevándose a cabo la fusión con el Club Hispamer y apareciendo también sus primeros dirigentes: Domingo Pestana Lorenzo y José Pérez Vidal serán los primeros presidentes, siendo Domingo Calero Labesse su primer secretario. En apenas unos meses el nuevo Club consiguió llegar a la cifra de 259 socios. Al poco tiempo, un grupo de socios se desvinculó del Tenisca para fundar el C. D. Mensajero, desde entonces eternos rivales futbolísticos de la capital palmera, jugando el segundo derbi más importante de las islas Canarias, después del C. D. Tenerife-U. D. Las Palmas.
Los primeros colores, que se mantuvieron hasta principios de los años 30, son camiseta azulgrana a rayas verticales y pantalón azul. El uso de esos colores fue debido a la gran influencia de aquellos militares catalanes que enseñaron la práctica del fútbol por vez primera en la isla. Estos soldados, aficionados del F. C. Barcelona, influyeron en la elección de los colores. Algunos de sus apellidos eran Cañellas, Riera, Sancho, Casamajó, Carbonella.
Al principio, las reuniones de los dirigentes se llevaban a cabo en las escalinatas y los bancos de la Plaza de San Francisco. A mediados de 1923 pasan a hacerlo en unos locales situados en la planta baja de una casa sita en el número 13 de la Calle Álvarez de Abreu (donde estaba el antiguo Parador Nacional), mientras que la planta alta la ocupaba entonces el Casino. Este edificio se incendió y quedó totalmente destruido el 9 de julio de 1931.
La primera alineación que presentó el Tenisca estuvo integrada por Antonio Pérez Castro (portero), Isidoro Pérez Casañas (Lateral derecho), José Hernández Fernández (Lateral izquierdo), Luis Rodríguez Hernández (mediocentro derecho), Rafael Martín Rodríguez (medio centro), Francisco Ferraz Armas (medio izquierdo), Sergio Arrocha Martín (extremo derecho), Blas Pérez Casañas (interior derecho), Juan Antonio Hernández Toledo (delantero centro), Félix Pérez Casañas (interior izquierdo) y Edmundo Rodríguez Toledo (extremo izquierdo). Su entrenador era Luis Asençao Saá.
También jugaron en aquel primer partido Rafael Arroyo Castrillo, Telesforo Rodríguez Fernández, Francisco Pérez Hernández, Enrique Arroyo Castrillo, Pedro Mendoza Santos, Ismael Pérez, Teódulo Pérez Ramos, José Gómez Larrumbe y Domingo Calero Labesse.

### Los años 20
Durante la década de los años 20, el Tenisca C.B. disputa diversos torneos (Fiestas de mayo, Torneo Pro-Pobres...) organizados con equipos de La Palma (Palma C.A., Támesis C.B., Canario S.C., Irún C.D., etc.), incluso comienza sus enfrentamientos ante equipos llegados de fuera. Así, el 21 de octubre de 1923 tiene lugar un amistoso ante el Comercio F.C., conjunto perteneciente a la Escuela de Comercio de Santa Cruz de Tenerife, y que termina con el resultado de 0-0.
El Palma C.A. era el mayor rival que encontraba el Tenisca en suelo palmero por aquellos años, surgiendo una gran rivalidad entre ambos equipos fomentada por los propios aficionados, que simpatizaban con unos u otros por ser los primeros equipos que se organizan en la isla. Posteriormente la afición se irá dividiendo al surgir nuevos equipos en diversos barrios de Santa Cruz de La Palma.
El 13 de julio de 1924 se enfrentan por primera vez el Tenisca C.B. y Mensajero C.D. en un choque que acaba con empate a cero. Las crónicas de la época resaltan el hecho de que el equipo del Mensajero salió “a la defensiva, poniéndose todos sus jugadores delante del marco, lo que hizo imposible realizar jugadas”. Un mes más tarde el Tenisca se impondrá al mismo rival por 6-1 en el Torneo Pro-adoquinado de la Calle Real. El equipo mensajerista recién jugado su primer partido en marzo de 1924 no suponía rival para un Tenisca con ya marcado recorrido.
El 27 y 28 de septiembre de 1925, el Tenisca disputa dos encuentros amistosos ante el C.D. Tarrasa, venciendo en el primero por 2-0 y empatando en el segundo 2-2.
A partir de 1926, y casi hasta 1930, se jugará poco al fútbol en Santa Cruz de La Palma. La causa parece haber sido la frecuente dureza con que se empleaban los jugadores y que ocasionó más de una grave lesión, amén de grandes polémicas populares en contra del fútbol.

### Los años 30
Durante está década los mayores esfuerzos se centran en recuperar la práctica del fútbol. Además, en el caso del Tenisca, se hacía imprescindible también el volver a acondicionar el Campo de Bajamar, ya que tras varios años sin jugarse partidos, había quedado impracticable.
Tras la recuperación del fútbol en La Palma, el Tenisca conseguiría el primer trofeo oficial de su palmarés que solo fue el antecesor de otros posteriores. Ocurrió en el año 1931 cuando conquista su primera Liga Insular. En esta lucha tuvo como rival al C. D. Mensajero con quien disputó un total de 3 partidos, todos ellos ganados por el equipo campeón, por lo que el Tenisca fue campeón invicto. Esa Liga acaba con el fantástico balance de 5 goles a favor y ninguno en contra.
Como gran premio tras la consecución del primer título de Liga, el C. D. Tenerife viene a jugar dos partidos de exhibición en Santa Cruz de La Palma. La expectación con la que se recibió al equipo tinerfeño no fue en balde, el C. D. Tenerife gana 1-4 su primer partido el 7 de diciembre de 1931. Al día siguiente, los tineferñistas sufrieron ante el campeón de La Palma, el Tenisca con honor y orgullo gana 2-1 gracias a los goles de Francisquito y San Gil en un partido épico donde el C. D. Tenerife sufre para mantener el resultado.
En junio de 1933 el Tenisca se convirtió en el primer equipo palmero en jugar fuera de la isla, disputando dos encuentros amistosos en Gran Canaria frente al Marino FC. Aunque los choques se saldaron con victorias locales por 1-0 y 2-0 el juego de los santacruceros causó una buena impresión. Al año siguiente (1934) el Tenisca recibió la visita de equipos como el Iberia F. C. y el Santa Cruz FC, de Tenerife, y el Athletic Club, de Gran Canaria. Con estas visitas antes consideradas excepcionales, el club se convierte en el representativo de La Palma en esa década. Situación que no se reflejó en más títulos aunque sí se consiguieron 3 subcampeonatos en la Liga Insular.
Con el estallido de la guerra Civil se abrirá un gran paréntesis en el fútbol palmero que extenderá hasta el año 1941, periodo en el que no se practica fútbol en competición oficial.

### Los años 40
Tras un largo periodo en blanco en la vida del fútbol en La Palma se empiezan a disputarse partidos en la isla. El Tenisca una vez más hace de pionero, y disputa el primer partido después de la Guerra Civil contra el Batallón N.º 31 al quien vence 2-0. El primer campeonato de Liga después de la guerra se empieza a disputar en 1942 y el Tenisca consigue la tercera plaza. Aunque no consiguiera recuperar el título conseguido hace 11 años, la afición  queda encantada con el equipo que a La Postre les daría muchas alegrías. En la temporada 1942-43 el Tenisca conquista un histórico doblete al ganar el Campeonato Insular de Liga y también el de Copa. La superioridad futbolística en la isla se manifiesta en los derbis contra el C.D. Mensajero partido que ya entonces levantaba las pasiones de la grada. El equipo blanco vence 2-0 y 0-1 en Copa y 2-2 en Liga. Contando las dos competiciones insulares el Tenisca sólo pierde un partido con el Español de La Palma. Sin embargo, en la gran final provincial contra la Unión Deportiva Orotava solo gana el partido de casa en Bajamar y pierde dos partidos en Tenerife. Aunque no se consiguiera el prestigioso título provincial, el Tenisca vuelve a hacer historia al ser el primer equipo de La Palma que compite en un Campeonato Regional. En la temporada 1944-45 el Tenisca vuelve a ser campeón Insular de Liga en un reñida liga donde tuvo como principal rival a su vecino el C.D. Mensajero.

### Los años 50
En esta década, el Tenisca pasa a convertirse en un clásico de las Islas Canarias. El Tenisca siembra temor en cada estadio que visita, y no era para menos. Solamente en títulos oficiales son sus números asustan, gana 5 Ligas Insulares, 1 Copa Insular, 1 Campeonato de Liga Provincial y otro de Copa Provincial. Además todos ellos con una superioridad insultante, la prensa especializada titulaba Al Tenisca echenle un Galgo,  El Tenisca borda el fútbol por los campos tinerfeños,  Hay que quitarse el sombrero ante el Tenisca de La Palma. Sigue siendo un lastre que los equipos de las islas periféricas no puedan jugar una división y estén condenados por la distancia a jugar Campeonatos regionales  que en Canarias tenían carácter oficial. La mejor temporada del club tiene lugar en la 1959-60. El Tenisca gana todo, Campeón Provincial, Campeón de Copa Provincial, Campeón Insular de Liga y de Copa. Tanta fama tiene este glorioso equipo que los dos grandes, C.D. Tenerife y U.D. Las Palmas, visitan La Palma coincidiendo con las Fiestas Lustrales de la Bajada de la Virgen de las Nieves. El Tenisca demuestra su valía en el primer partido contra el Tenerife que empata 1-1. Tenerife jugaría la temporada siguiente en Primera División contra la U.D. Las Palmas de Primera División  pierde 2-0 pero los jugadores de primera sufren cantidad para mantener el resultado.

### Los años 60
La fantástica generación anterior seguía dando guerra y renueva el título de Campeón Provincial en la temporada 1960-61 y gana el Campeonato Insular en la siguiente 1961-62 aunque ya sin el buen juego que caracterizó conquistas anteriores. Tras 10 títulos a sus espaldas, el equipo entra en un cambio de ciclo evidente. El Tenisca cierra una generación brillante donde toda Canarias hablaba alabanzas de este equipo y de su Estadio de Bajamar donde es casi imposible ganar. Así pues, el Tenisca asoma a un cambio oscuro donde sus estrellas anteriores ya no están. Tiene 4 largos años de sequía hasta que la ilusión vuelve al "tenisquismo". En la temporada 1964-65 el Tenisca gana la Liga Regional de Canarias, una liga que aglutina a históricos regionales que una vez más no pueden participar en división. Por Bajamar ya pasan equipos de otras islas con frecuencia algo insólito en años anteriores. Esta temporada tuvo la gran oportunidad de ganar el campeonato final de la Liga de Canarias o Interregional, por aquel entonces máximo galardón al que los equipos canarios (sin ser C.D. Tenerife o U.D. Las Palmas) podían aspirar. Sin embargo, la tan ansiada reforma de las divisiones canarias que años anteriores hubiera beneficiado al Tenisca, significó al final, una bajada de nivel sin precedentes en el equipo blanco. El Tenisca pasó de ser firme candidato a ganar la Interregional Canaria a descender a la paupérrima Segunda Regional. Ocurrió en la temporada 1967-1968 donde el Tenisca no se adaptó al sistema de ligas superiores a otras, tan ampliamente instaurado en otras partes de España. Esta recordado como el año más trágico de la historia del Tenisca donde una afición acostumbrada a aspirar siempre a los Campeonatos regionales  se ve inmersa en una liga menor que no congeniaba con el equipo tenisquista. Al final no fue tan traumático como se pensaba, el Tenisca gana con solvencia la Segunda Regional y asciende rápidamente eliminando al San Luis y luego a la Unión Deportiva Orotava.

### Los años 70, ascenso a Tercera División Nacional yépoca de subcampeonatos
Empieza su andadura en la década de los 70 con la victoria en la Copa Archipiélago y el subcampeonato en la Liga Interregional que también conseguiría la temporada siguiente. Destacar la visita del Centre d'Esports Sabadell Futbol Club  que militaba en Segunda División  con motivo de las Bodas de Oro de la entidad, el partido acaba 2-2, todo un orgullo para la familia blanca.
En la temporada 1974-75, visto los fallos del sistema de divisiones en Canarias se decide crear la categoría Preferente  que invita a participar en su primer año al grande regional, el Tenisca. Dada la dificultad de la categoría de reciente creación, la Sociedad Deportiva Tenisca queda en 10.ª posición y se salva de la quema. Como hecho histórico en La Palma cabe destacar que el Tenisca fue el único en sobrevivir al descenso ya que el C.D. Mensajero bajó de categoría. Se reciben ese año visitas del Club Deportivo Málaga y el Club Deportivo Castellón a jugar partidos amistosos.
El equipo blanco sigue su andadura estable por Preferente  todo un hito para un equipo de La Palma, isla que el Tenisca como en sus inicios siguió representando por Canarias.
Es la temporada 1978-79 la más feliz del Tenisca en su larga y dilatada historia, único equipo que no juega en isla capitalina, sufre mil calamidades para llegar con posibilidades a ganar ese año la Preferente.
El duende del fútbol quiso que el C. D. Puerto Cruz y la S.D. Tenisca jueguen un último partido de Liga para proclamarse campeón y ascender a Tercera División. Para más inri, el partido debe jugarse en el inexpugnable Estadio de Bajamar que tuvo que instalar gradas supletorias para ampliar el aforo del campo. Ese día, la asistencia de público pasó largamente los 5500 espectadores siendo hasta la actualidad la mayor asistencia jamás registrada en la La Palma.
Aunque el Puerto Cruz se adelantara, el ambiente es demasiado temible y se vienen abajo. El Tenisca remonta el partido con goles de Blas Ramón y Bambiche y se proclama campeón de Preferente  con el correspondiente ascenso a Categoría Nacional ante casi 6000 fieles. La Sociedad Deportiva Tenisca vuelve a ejercer de pionero, al ser el primer equipo palmero en jugar en Categoría Nacional. Así mismo el conjunto blanco llegaría 5 veces a la Final de la prestigiosa Copa Heliodoro Rodríguez López en estos diez años. Aunque el equipo tuviera presencia masiva en las finales (1969-70,1970-71,1975-76,1976-77,1978-79) No consiguió en ninguna ocasión llevar la copa para Santa Cruz de La Palma.

### Los años 80, consolidación en Tercera División Nacional
La S.D. Tenisca fue colocada en el grupo V de la Tercera División Nacional y se convirtió en el 1º equipo de La Palma que representaba el nombre de la isla por tierras españolas. Tuvo el honor de coincidir con equipos históricos como el Numancia de Soria, la AD Alcorcón, la Real Sociedad Deportiva Alcalá o el Cacereño así como numerosos equipos de renombre. Fue el año que el Tenisca paseó su nombre y su isla por estadios que más tarde serían incluso de Primera División o de Segunda División. Cabe destacar que todos los desplazamientos fueron costeados en su mayor parte por socios y simpatizantes entregados al equipo blanco. El primer equipo que sintió Bajamar fue el Arganda cayendo derrotado por 2-1 mientras el estadio presentaba un lleno para recibir por primera vez a un equipo fuera de las islas. Al final de la temporada el equipo palmero conseguía mantener la categoría quedando en el puesto 16º. Para los clásicos es probablemente el año más bonito de la larga historia de la S.D. Tenisca. Curiosamente ese mismo año se crea el Grupo Canario de Tercera División y el Tenisca queda relegado a competición canaria. La reorganización de categorías hizo que se reencontraran Tenisca y C.D. Mensajero renaciendo la rivalidad en la capital de La Palma que, por otra parte, nunca dejó de existir. Su primer encuentro después de varias temporadas fue publicado en el El País por la singularidad de la rivalidad eterna entre los dos equipos. Además fue declarado el partido más violento del fútbol español hasta la fecha. En el año 1983 el Tenisca juega por tercera vez la Copa del Rey al jugar la primera eliminatoria contra la U.D. Las Palmas que por aquel entonces jugaba en Segunda División. Con un Bajamar lleno hasta la bandera se consigue el histórico resultado de 1-0 con un gol de Vicente al contraataque. En el encuentro de vuelta el poderoso equipo amarillo derrotaba 9-0 a la S.D. Tenisca en el Insular dando por finalizada su participación en el Torneo. Prácticamente todas las temporadas el equipo palmero estuvo en los puestos de honor en la clasificación final, si bien hay que destacar dos meritorios terceros puestos en las campañas 1987-1988 y 1988-1989.

### Los años 90, doblete y sombras
Tras varios años de éxitos el equipo blanco entra en decadencia coincidiendo con la época de oro de su eterno rival el Mensajero. Aunque este decenio fue especialmente malo la temporada 1993-1994 el equipo consigue el 4º puesto pero cae en fase de ascenso. La verdadera excepción a la década ocurrió en la campaña 1996-1997 cuando la S.D Tenisca hace la mejor temporada de su historia al quedar por primera vez campeón de la Tercera División  dejando atrás al C.D. Tenerife B, reafirmando la superioridad en la final de la Copa Heliodoro Rodríguez López ante el mismo rival. Con dos títulos en la mano la misma temporada, la afición veía posible el ascenso a Segunda División B de España. Incomprensiblemente es el Playas Jandia (4º clasificado) El que consigue el ascenso en una infausta liguilla donde el Tenisca sólo consigue derrotar al filial del Tenerife. Tras esa temporada los blancos entran en un círculo de frustración acentuado por el paso peninsular de su rival. Esto hace que el equipo blanco deambule por el grupo canario de Tercera División durante tres angustiosas temporadas.

### Los años 2000, cuatro fases de ascenso y un título de liga
Con la entrada del nuevo milenio equipo y afición vuelve a preparar el asalto a Segunda División B  quedando 2º de su grupo pero volviendo a caer en la liguilla de ascenso contra el Lanzarote. En el año 2001 se inaugura el estadio Virgen de Las Nieves con capacidad para 6000 personas renovando las ilusiones del tenisquismo. Además el año siguiente desciende su eterno rival el Mensajero después de 10 años dejando atrás la sensación de inferioridad arraigada en la afición blanca. Los simpatizantes del Tenisca van a disfrutar de dos promociones de ascenso consecutivas en los años 2004 y 2005 en las que tampoco el equipo pudo ascender. Fue el año 2005 cuando parecía que al ansiado ascenso a 2ºB iba a ser conseguido. La afición se volcó con un equipo hecho para volver a la categoría de bronce del fútbol español. La Sociedad Deportiva Tenisca conseguía el campeonato de liga 2 puntos por encima del San Isidro. El Tenisca derrotaba al Orientación Marítima por 3-1 en el Virgen de Las Nieves remontando así el 1-0 del partido de ida y clasificaba en el último minuto para la gran final a doble partido contra el C. D. Raqui San Isidro
La eliminatoria contra el San Isidro empezó con serios problemas para el equipo palmero puesto que la Federación amenazó al club con cerrar el estadio por incidentes con el público del club. pero finalmente se soluciona con una cuantiosa multa y la vuelta se jugó en el estadio Virgen de Las Nieves que se convirtió en un auténtico infierno blanco para recibir al equipo del sur de Tenerife. Con todo a favor la S.D. Tenisca se quedó más que nunca con la miel en los labios al ganar el partido 3-2, marcador insuficiente tras el 2-1 de la ida. El campeonato de Tercera División propició la participación la temporada siguiente en la Copa del Rey derrotando al Real Murcia C. F. en la tanda de penaltis y pudiendo así saborear la magia de la copa. La siguiente ronda se recibió en La Palma al Real Club Celta de Vigo ese año en Primera División que pasó con apuros 1-3 en un partido donde la grada presionó muchos a los gallegos que por categoría más que por juego sacaron la eliminatoria.
Con la estela del no ascenso contra el San Isidro el Tenisca pasó dos temporadas sin pena ni gloria buscando solamente la permanencia en la Tercera División. 
Sin embargo en el año 2009 la ilusión volvió a la parte blanca de Santa Cruz de La Palma cuando el conjunto blanco volvió a disputar la fase de ascenso a 2ºB. Contando además con dos trabajadas victorias (1-0 y 1-2) contra el eterno rival duplicando así la fantástica temporada regular. 
En la fase de ascenso, la S. D. Tenisca eliminó al F. C. Santboià (1-0) y al Real Zaragoza D. A. en una épica tanda de penaltis tras empatar el 2-0 del partido en Aragón, una empresa que fue realizada por el ambiente infernal que los aficionados infligieron en los jóvenes jugadores "zaragocistas". En última estancia el sorteo eligió como rival al C. P. Cacereño.
Tras el 2-0 de la ida, equipo y afición volvieron a unirse para crear un ambiente hostil para recibir al equipo extremeño. Tocaba remontar otra vez pero no se logró, el Cacereño ganó también 0-1 en el Virgen de Las Nieves por mucho que la afición, por enésima vez, creará un ambiente poco común en Tercera División.

### Temporada 2009-2010
Tras el varapalo contra el Club Polideportivo Cacereño en la fase de ascenso a Segunda División B. La directiva blanca apuesta por un equipo solvente y equilibrado. Buena parte de los jugadores de la exitosa temporada anterior no renuevan por la entidad y se hacen fichajes aceptables para el claro objetivo de no sufrir en Tercera División. Esta temporada la S.D. Tenisca participa por séptima vez en su historia en la Copa del Rey. El encuentro contra el AD Cerro Reyes de Segunda División B  despierta gran interés entre los aficionados ya que se disputa a partido único y en territorio local. Aun así, el equipo extremeño de categoría superior derrotaba al Tenisca por 2-4 y los palmeros ponían fin a su participación en el torneo del K.O. La Sociedad Deportiva Tenisca gana prestigio nacional al clasificar a los dieciseisavos de final de la Copa Real Federación Española de Fútbol y es emparejado con el histórico C. D. Toledo de Castilla-La Mancha. El Toledo de categoría superior cae en La Palma por 1-0. Este fantástico resultado solo hizo que el Tenisca ganara reconocimiento en la península. En el partido de vuelta, los locales de Segunda División B  se tomaron la venganza y ganaron al Tenisca por 7-1La temporada transcurre con resultados bastante aceptables dado el equipo de transición que los capitalinos poseían en ese momento. La sorpresa fue mayúscula en la jornada 28 del Campeonato de Tercera División cuando los eternos rivales de La Palma se enfrentaban en un choque que los blancos esperaban con temor. Un C.D. Mensajero con aspiraciones de ascender chocaba una y otra vez con la defensa blanca que resistía estoicamente para júbilo de su afición. Entre esas el Tenisca marca en la primera llegada y su caliente afición invade el campo sin dar crédito al 0-1 que se mantenía por el momento. La hinchada rojinegra no entendía la situación aunque lograra el empate y pensaran en que una remontada era posible. Sin embargo, a la segunda llegada del Tenisca el gol se oye en todo el estadio rival que quedó totalmente silenciado, una marea blanca de personas volvieron a entrar al terreno de juego por última vez. No había tiempo para más, el milagro del 1-2 se había conseguido para felicidad de la parroquia "tenisquista". Al final ese resultado frustró las aspiraciones de ascenso de su rival lo que alimentó la leyenda de dicho partido. Al término de la temporada el equipo quedó posicionado en la décima plaza, calificación buena tras las principales expectativas acaecidas al principio de la campaña.

### Temporada 2010-2011
Esta campaña empezó negra en todo el sentido de la palabra. La directiva viendo la circunstancia económica decide mejorar el equipo pero continuar con una política solvente. Aunque en un principio al respetable parecía conforme con la plantilla, la situación va a cambiar cuando el eterno rival gana 20 años después al Tenisca en el estadio Silvestre Carrillo por 3-1. Así el Mensajero rompía una racha que les traía dolores de cabeza, puesto que no habían sido capaces de ganar en su propio estadio desde hace 20 largos años (si bien 10 de ellos estuvieron en 2ºB). Con esto y una derrota con el Club Deportivo Victoria de Tazacorte  el equipo entraba en tensión. Con la fuerza que siempre tiene esta entidad, el equipo con la ayuda de la afición logra en la jornada 17 ponerse a tan sólo 1 punto de promoción de ascenso. Casi sin quererlo el Tenisca se ve inmerso durante muchas jornadas en la lucha por meterse en las plazas que dan derecho a jugar fase de ascenso. La inercia futbolística que la isla de La Palma estaba viviendo desde hacía una década se volvió encontrar en la jornada 24, un Tenisca fuerte recibía al C.D. Mensajero luchando por no descender. El ambiente es inmejorable, aunque el rival se adelanta la grada no deja de animar e intimidar al contrario. En esas el Tenisca remonta en el último suspiro mientras el estadio se venía abajo y condenaba al eterno rival a sufrir para no descender y a su propio equipo por ascender. Aunque esta campaña sirvió para demostrar la superioridad que generalmente el Tenisca estaba demostrando en La Palma, no consiguió finalmente entrar en play-off pero dejó una felicidad increíble en su hinchada.

## Palmarés
- Tercera División (Grupo XII) (2): 1996-97, 2004-05.
  - Subcampeonato (4): 2000-01, 2008-09, 2011-12, 2019-20 (El subcampeonato de la temporada 2019-20 fue designado por coeficiente)
- Copa Heliodoro Rodríguez López (2): 1996-97, 2015-16
  - Subcampeonato (8): 1969-70, 1970-71, 1975-76, 1976-77, 1978-79, 2001-02, 2005-06, 2011-12
- Copa RFEF de Canarias  (3): 2002-03, 2016-17 y 2020-21[16]
- Preferente de Tenerife (1): 1978-79

## Juvenil
El equipo juvenil de la S.D. Tenisca está considerado uno de los históricos del fútbol canario en esta categoría. Fue unos de los fundadores del grupo canario de la Liga Nacional Juvenil  en la temporada 1976-77 donde quedó subcampeón y obtuvo derecho a disputar la Copa del Rey Juvenil  cayendo en octavos ante el Ensidesa. Mantuvo la categoría 5 temporadas más hasta el descenso en la 1980-81. A partir de esa campaña alternó ascensos y descensos entre la categoría nacional Nacional  y la liga insular. En la temporada 1987-88 sufrió otro descenso del que costó recuperarse. Tras 4 años de ausencia en la 1991-92 consiguió subir a la División de Honor Juvenil  donde participaría por primera vez. En la 1993-94 supuso el mayor éxito del equipo juvenil al conseguir el ascenso a la Liga de Honor sub-19 de España donde disputó el campeonato liguero contra rivales como el F.C. Barcelona, Athletic Club de Bilbao, Sevilla F.C. o el Valencia. Tras esta histórica temporada volvió a la División de Honor  y mantuvo la categoría 4 campañas más. El comienzo del siglo trajo de nuevo la alternancia entre la categoría nacional y la insular. En la 2006-07 descendió por última vez. Tardó 5 años en volver a retornar la categoría que actualmente disputa. La 2014-15 será el tercer año consecutivo en la División de Honor Juvenil
Temporadas en categoría nacional
- Liga de Honor sub-19 de España (1): 94-95
- División de Honor Juvenil de España (15): 92-93, 93-94, 95-96, 96-97, 97-98, 98-99, 01-02, 02-02, 04-05, 05-06, 06-07, 12-13, 13-14, 14-15, 17-18
- Liga Nacional Juvenil de España (9): 76-77, 77-78, 78-79, 79-80, 80-81, 83-84, 84-85, 86-87, 87-88,

## Uniforme actual
- Uniforme titular: camiseta blanca, pantalón blanco, medias blancas.
- Uniforme alternativo: camiseta a rayas azules y rojas, pantalón azul marino, medias azul marino.

## Estadio

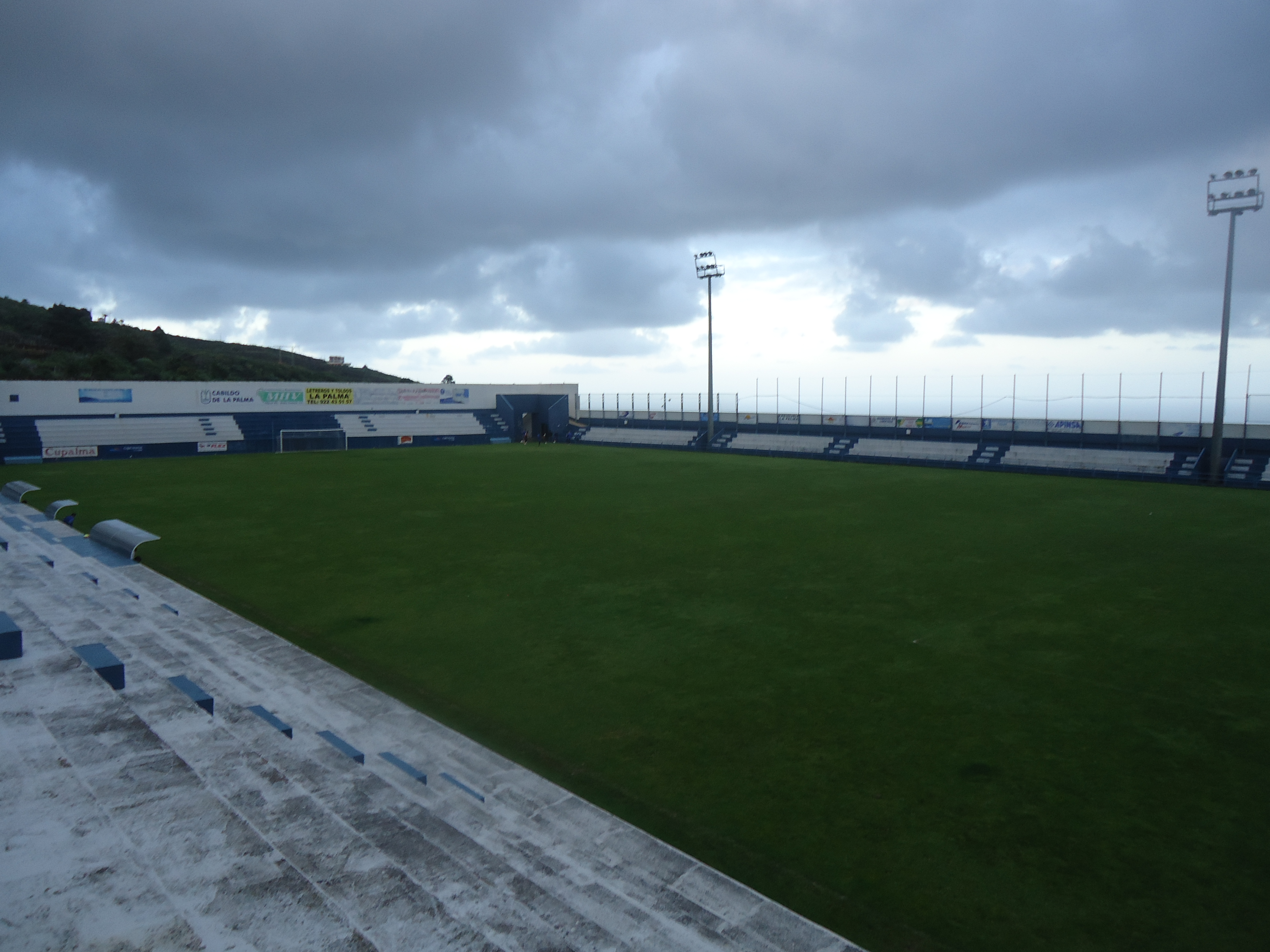
Estadio Virgen de Las Nieves

### El primer campo de juego
El primer campo de juego usado por el Tenisca C.B. fue la actual Plaza de San Fernando, en Las Explanadas. Sin embargo, a mediados de 1923 el equipo ya juega en el Bajamar Club, el viejo y añorado campo de Bajamar. Las instalaciones eran por aquel entonces regentadas por la Sociedad Bajamar Club, perteneciente al Real Nuevo Club. Más tarde este terreno de juego fue expropiado por el Cabildo de La Palma, dejándole éste a cambio jugar en el Estadio Insular de Miraflores (actualmente Estadio Insular "Rosendo Hernández").

### Actual campo de juego
Después de muchos años jugando en Miraflores, la S.D. Tenisca inauguró el 15 de agosto de 2001 el Nuevo Estadio de Mirca, que pasó a llamarse "Virgen de Las Nieves", con un encuentro ante la U. D. Las Palmas, que militaba en la Primera División de España. El partido de inauguración de las instalaciones acabó con empate a 1 y los autores de los goles de fueron Rubén Castro por la U. D. Las Palmas y Víctor Sanjuán por la S. D. Tenisca.
Datos del estadio "Estadio Virgen de las Nieves":
- Capacidad: 6000 espectadores.
- Césped: Natural.
- Dirección: C/ Los Álamos nº 11, Mirca, Santa Cruz de La Palma.

## Datos del club[21]
- Temporadas en Segunda División B: 0.
- Temporadas en Tercera División: 42 (en la temporada 1979-80 era Tercera División Nacional).
  - Mejor puesto en liga: 1º (1996-97 y 2004-05).
  - Peor puesto en liga: 16º (1979-80 y 2002-03).
  - Partidos jugados en liga: 1332.
  - Puntos conseguidos en liga: 1752.
  - Partidos ganados en liga: 562.
  - Partidos empatados en liga: 324.
  - Partidos perdidos en liga: 444.
  - Goles a favor en liga: 1931.
  - Goles en contra en liga: 1656.
  - Mayor número de puntos en una temporada: 81 (1996-97)
  - Menor número de puntos en una temporada: 34 (1979-80)
  - Mayor número de goles a favor en una temporada: 77 (1979-80)
  - Menor número de goles recibidos en una temporada: 26 1988-89
  - Clasificación histórica en Tercera División:
    - Por número de temporadas: 103º (1º de Canarias).
    - Por número de puntos: 44º (2º de Canarias).

  - Mayor goleada conseguida:
    - En casa: S. D. Tenisca 8-0 U. D. Gáldar (1992-93) y S.D. Tenisca 8-0 C. D. La Oliva (2004-05).
    - Fuera: C. D.Vera 3-7 S. D. Tenisca (2013-14).

  - Mayor goleada encajada:
    - En casa: S. D. Tenisca 1-6 U. D. Las Palmas At. (1983-84).
    - Fuera: C.D. Leganés 9-2 S.D. Tenisca (1979-80).
- Promociones de ascenso a Segunda División B jugadas: 9 (1993-94, 1996-97, 2000-01, 2003-04, 2004-05, 2008-09, 2011-12, 2015-16) y 2019-20)
- Promociones de ascenso a Segunda División B conseguidas: 0.
- Promociones de ascenso a Segunda División RFEF jugadas: 1 (2020-2021)
- Participaciones en la Copa del Rey: 7 (1979-1980,1983-1984,  1982-1983,1986-1987,1987-1988, 2005-06, 2009-10)
- Participaciones en la Copa RFEF (Fase Nacional): 5 (2001-2002, 2009-2010, 2016-2017, 2020-21 y 2021-2022)
- Participaciones en la Copa de la Liga de Tercera División :1 (1982-83)

## Temporadas

### Temporada a temporada
| Temporada | División         | Posición | Copa del Rey |
| --------- | ---------------- | -------- | ------------ |
| 1952/53   | 2.ª Reg La Palma | 3º       |              |
| 1953/54   | 2.ª Reg La Palma | 4º       |              |
| 1954/55   | 1.ª Reg La Palma | 3°       |              |
| 1955/56   | 1.ª Reg La Palma | 1°       |              |
| 1956/57   | 1.ª Reg La Palma | 1°       |              |
| 1957/58   | 1.ª Reg La Palma | 3°       |              |
| 1958/59   | 1.ª Reg La Palma | 2°       |              |
| 1959/60   | 1.ª Reg La Palma | 1°       |              |
| 1960/61   | 1.ª Reg La Palma | 2°       |              |
| 1961/62   | 1.ª Reg La Palma | 1°       |              |
| 1962/63   | 1.ª Reg La Palma | 2°       |              |
| 1963/64   | 1.ª Regional     | 8°       |              |
| 1964/65   | 1.ª Regional     | 1°       |              |
| 1965/66   | 1.ª Regional     | 3°       |              |
| 1966/67   | 1.ª Regional     | 4°       |              |
| 1967/68   | 1.ª Regional     | 11°      |              |
| 1968/69   | 2.ª Regional     | 1º       |              |
| 1969/70   | 1.ª Regional     | 5°       |              |
| 1970/71   | 1.ª Regional     | 4°       |              |
| 1971/72   | 1.ª Regional     | 2°       |              |
| 1972/73   | 1.ª Regional     | 3°       |              |
| 1973/74   | 1.ª Regional     | 2°       |              |
| 1974-75   | Preferente       | 5º       |              |
| 1975-76   | Preferente       | 9º       |              |
| 1976-77   | Preferente       | 5º       |              |
| 1977-78   | Preferente       | 3º       |              |
| 1978-79   | Preferente       | 1º       |              |
| 1979-80   | 3.ª División     | 16º      | 2ª ronda     |
| 1980-81   | 3.ª División     | 7º       |              |
| 1981-82   | 3.ª División     | 4º       |              |
| 1982-83   | 3.ª División     | 6º       | 1ª ronda     |
| 1983-84   | 3.ª División     | 9º       | 2ª ronda     |
| 1984-85   | 3.ª División     | 10º      |              |
| 1985-86   | 3.ª División     | 4º       |              |
| 1986-87   | 3.ª División     | 6º       | 1ª ronda     |
| 1987-88   | 3.ª División     | 3º       | 1ª ronda     |
| 1988-89   | 3.ª División     | 3º       |              |
| 1989-90   | 3.ª División     | 13º      |              |
| 1990-91   | 3.ª División     | 11º      |              |
| 1991-92   | 3.ª División     | 9º       |              |
| 1992-93   | 3.ª División     | 8º       |              |
| 1993-94   | 3.ª División     | 4º       |              |
| 1994-95   | 3.ª División     | 10º      |              |
| 1995-96   | 3.ª División     | 7º       |              |
| 1996-97   | 3.ª División     | 1º       |              |
| 1997-98   | 3.ª División     | 14º      |              |
| 1998-99   | 3.ª División     | 10º      |              |
| 1999-00   | 3.ª División     | 13º      |              |

| Temporada | División       | Pos. | Copa del Rey |
| --------- | -------------- | ---- | ------------ |
| 2000-01   | 3.ª División   | 2º   |              |
| 2001-02   | 3.ª División   | 15º  |              |
| 2002-03   | 3.ª División   | 16º  |              |
| 2003-04   | 3.ª División   | 4º   |              |
| 2004-05   | 3.ª División   | 1º   |              |
| 2005-06   | 3.ª División   | 12º  | 3.ª Ronda    |
| 2006-07   | 3.ª División   | 15º  |              |
| 2007-08   | 3.ª División   | 6º   |              |
| 2008-09   | 3.ª División   | 2º   |              |
| 2009-10   | 3.ª División   | 10º  | 1.ª Ronda    |
| 2010-11   | 3.ª División   | 9º   |              |
| 2011-12   | 3.ª División   | 2º   |              |
| 2012-13   | 3.ª División   | 13º  |              |
| 2013-14   | 3.ª División   | 8º   |              |
| 2014-15   | 3.ª División   | 14º  |              |
| 2015-16   | 3.ª División   | 4º   |              |
| 2016-17   | 3.ª División   | 11º  |              |
| 2017-18   | 3.ª División   | 11º  |              |
| 2018-19   | 3.ª División   | 16°  |              |
| 2019-20   | 3.ª División   | 2°   |              |
| 2020-21   | 3.ª División   | 4°   |              |
| 2021-22   | 3.ª Federación | 14°  |              |
| 2022-23   | Preferente     | 5º   |              |
| 2023-24   | Preferente     | 3º   |              |

### Datos del Club
- Temporadas en Tercera División: 43
- Temporadas en Preferente: 7
- Temporadas en Primera Regional: 19
- Temporadas en Segunda Regional: 3

## El derbi de La Palma
El derbi palmero contra el C.D. Mensajero se remonta a 1924 cuando se enfrentaron por primera vez. Desde esta fecha, se han ido enfrentado en categorías regionales con intensa rivalidad hasta el ascenso a categoría nacional.

### Derbis en categoría nacional
| Temporada | Casa | Fuera |
| --------- | ---- | ----- |
| 1981-82   | 2-1  | 1-1   |
| 1983-84   | 1-1  | 1-1   |
| 1984-85   | 1-1  | 1-1   |
| 1985-86   | 0-0  | 0-0   |
| 1986-87   | 0-0  | 1-0   |
| 1987-88   | 2-1  | 0-0   |
| 1988-89   | 0-0  | 1-0   |
| 1989-90   | 0-0  | 1-0   |
| 1990-91   | 1-0  | 2-0   |
| 1991-92   | 0-2  | 1-1   |
| 2002-03   | 0-0  | 0-2   |
| 2003-04   | 0-1  | 1-2   |
| 2004-05   | 0-0  | 0-4   |
| 2005-06   | 2-2  | 0-0   |
| 2008-09   | 1-0  | 1-2   |
| 2009-10   | 2-3  | 1-2   |
| 2010-11   | 2-1  | 3-1   |
| 2011-12   | 2-1  | 2-3   |
| 2012-13   | 0-3  | 2-2   |
| 2013-14   | 1-1  | 0-0   |
| 2014-15   | 0-0  | 0-0   |
| 2016-17   | 1-2  | 2-1   |
| 2017-18   | 1-2  | 2-1   |
| 2018-19   | 0-0  | 2-1   |
| 2019-20   | -    | 1-2   |
| 2020-21   | 2-1  | 1-2   |

| Equipo         | Victorias | Empates | Derrotas | Goles a Favor | Goles en Contra |
| -------------- | --------- | ------- | -------- | ------------- | --------------- |
| S.D. Tenisca   | 14        | 22      | 13       | 46            | 45              |
| C.D. Mensajero | 13        | 22      | 14       | 45            | 46              |

## Sección de baloncesto
El club cuenta con un equipo de baloncesto, compitiendo en las categorías más bajas del baloncesto español.